# 2018년 동계 올림픽 나라별 기수
2018년 동계 올림픽 나라별 기수 목록은 2018년 2월 9일 오후 8시 18분 강원도 평창군 평창 올림픽 스타디움에서 시작된 2018년 동계 올림픽 개막식에서 진행된 각국 선수단 입장 차례에서 각 선수단 국기의 기수를 나열한 목록이다.

## 상세
이번 대회 개막식의 선수 입장은 우선 올림픽의 발상지인 그리스 선수단이 맨 처음에 입장하고, 그 뒤를 이어 한글의 가나다순 국명대로 선수단이 입장하였다. 여기에 따르면 가나 선수단이 2번째로 스타디움에 입장하며, 홍콩 선수단이 맨 마지막에 입장한다. 그런 뒤 개최국인 대한민국의 선수단이 최종적으로 입장하는데, 지난 2018년 1월 남북 관계자들의 협의를 통해 조선민주주의인민공화국 선수단도 합류하여 '코리아'(Korea)라는 이름으로 남북한 선수단이 한반도기를 앞세우고 공동으로 입장하게 된다.
분쟁 중인 국가는 국제 올림픽 위원회(IOC)의 권고에 따라 순서를 예외로 하였다. 이스라엘은 이란과의 적대 관계를 고려하여 원래 순서인 이란 다음이 아닌 이탈리아 다음으로 입장하였다. 마케도니아 공화국은 그리스와의 마케도니아 국호 분쟁을 고려하여 '구유고슬라비아 마케도니아 공화국'이라는 이름으로 프랑스 다음으로 입장하였다. 마케도니아 공화국의 순서는 '구유고슬라비아 마케도니아 공화국'(Former Yugoslav Republic of Macedonia)의 영어 머리글자인 '피롬'(FYROM)에서 따왔다.
선수단 입장 배경음악으로는 일렉트로닉 댄스 뮤직, 록 음악 버전으로 편곡한 K-pop 가요가 많이 나왔다. 1988년 서울 하계 올림픽의 주제곡이었던 코리아나의 〈손에 손 잡고〉를 시작으로 신중현과 엽전들의 〈미인〉, 한명숙의 〈노란 샤쓰의 사나이〉, 싸이의 〈강남스타일〉, 김치켓의 〈아리랑 목동〉, 한국 전통 민요 〈강원도 아리랑〉, 조용필의 〈단발머리〉, 트와이스의 〈LIKEY〉, 김완선의 〈리듬 속의 그 춤을〉, 빅뱅의 〈Fantastic Baby〉, 방탄소년단의 〈DNA〉, 레드벨벳의 〈빨간 맛 (Red Flavor)〉이 나왔으며 남북한 선수단이 동시에 입장할 때는 아리랑을 끝으로 선수단 입장은 모두 끝났다.

## 목록
다음은 실제 입장 순서를 기준으로 나열한 선수단 목록이다. 국명은 개막식 입장 당시 기준으로 표기하였다.
| 순서 | 국가                                                       | 영어명                                | 기수                            | 종목           |
| ---- | ---------------------------------------------------------- | ------------------------------------- | ------------------------------- | -------------- |
| 1    | 그리스 (GRE)                                               | Greece                                | 소피아 랄리                     | 알파인스키     |
| 2    | 가나 (GHA)                                                 | Ghana                                 | 아콰시 프림퐁                   | 스켈레톤       |
| 3    | 나이지리아 (NGR)                                           | Nigeria                               | 응고지 온우메레                 | 봅슬레이       |
| 4    | 남아프리카 공화국 (RSA)                                    | South Africa                          | 코너 윌슨                       | 알파인스키     |
| 5    | 네덜란드 (NED)                                             | Netherlands                           | 얀 스메이컨스                   | 스피드스케이팅 |
| 6    | 노르웨이 (NOR)                                             | Norway                                | 에밀 헤글레 스벤센              | 바이애슬론     |
| 7    | 뉴질랜드 (NZL)                                             | New Zealand                           | 보제임스 웰스                   | 프리스타일     |
| 8    | 덴마크 (DEN)                                               | Denmark                               | 엘레나 묄레르 리가스            | 스피드스케이팅 |
| 9    | 독일 (GER)                                                 | Germany                               | 에리크 프렌첼                   | 노르딕복합     |
| 10   | 동티모르 (TLS)                                             | Democratic Republic of Timor-Leste    | 요안 구트 공칼브                | 알파인스키     |
| 11   | 라트비아 (LAT)                                             | Latvia                                | 다우만츠 드레이슈켄스           | 봅슬레이       |
| 12   | 레바논 (LEB)                                               | Lebanon                               | 사메르 타우크                   | 크로스컨트리   |
| 13   | 루마니아 (ROU)                                             | Romaina                               | 마리우스 운구레아누             | 바이애슬론     |
| 14   | 룩셈부르크 (LUX)                                           | Luxemburg                             | 마티외 오슈                     | 알파인스키     |
| 15   | 리투아니아 (LTU)                                           | Lithuania                             | 토마스 카우케나스               | 바이애슬론     |
| 16   | 리히텐슈타인 (LIE)                                         | Liechtenstein                         | 마르코 피프너                   | 알파인스키     |
| 17   | 마다가스카르 (MAD)                                         | Madagascar                            | 미알리티아나 클레르크           | 알파인스키     |
| 18   | 말레이시아 (MAS)                                           | Malaysia                              | 줄리언 이                       | 피겨스케이팅   |
| 19   | 멕시코 (MEX)                                               | Mexico                                | 헤르만 마드라소                 | 크로스컨트리   |
| 20   | 모나코 (MON)                                               | Monaco                                | 뤼디 리날디                     | 봅슬레이       |
| 21   | 모로코 (MAR)                                               | Morocco                               | 사미르 아지마니                 | 크로스컨트리   |
| 22   | 몬테네그로 (MNE)                                           | Montenegro                            | 옐레나 부이치치                 | 알파인스키     |
| 23   | 몰도바 (MDA)                                               | Republic of Moldova                   | 니콜라에 가이두크               | 크로스컨트리   |
| 24   | 몰타 (MLT)                                                 | Malta                                 | 엘리즈 펠그랭                   | 알파인스키     |
| 25   | 몽골 (MGL)                                                 | Mongolia                              | 아치밧라흐 밧뭉흐               | 크로스컨트리   |
| 26   | 미국 (USA)                                                 | United States of America              | 에렌 햄린                       | 루지           |
| 27   | 버뮤다 (BER)                                               | Bermuda                               | 터커 머피                       | 크로스컨트리   |
| 28   | 벨기에 (BEL)                                               | Belgium                               | 세프 스미츠                     | 스노보드       |
| 29   | 벨라루스 (BLR)                                             | Belarus                               | 알라 추페르                     | 프리스타일     |
| 30   | 보스니아 헤르체고비나 (BIH)                                | Bosnia and Herzegovina                | 엘베디나 무자페리야             | 알파인스키     |
| 31   | 볼리비아 (BOL)                                             | Bolivia                               | 지몬 브라이트푸스 카메를란더    | 알파인스키     |
| 32   | 불가리아 (BUL)                                             | Bulgaria                              | 라도슬라프 얀코프               | 스노보드       |
| 33   | 브라질 (BRA)                                               | Brazil                                | 이드송 빈질라치                 | 봅슬레이       |
| 34   | 산마리노 (SMR)                                             | San Marino                            | 알레산드로 마리오티             | 알파인스키     |
| 35   | 세르비아 (SRB)                                             | Serbia                                | 네베나 이그냐토비치             | 알파인스키     |
| 36   | 스웨덴 (SWE)                                               | Sweden                                | 니클라스 에딘                   | 컬링           |
| 37   | 스위스 (SUI)                                               | Switzerland                           | 다리오 콜로냐                   | 크로스컨트리   |
| 38   | 스페인 (ESP)                                               | Spain                                 | 루카스 에기바르                 | 스노보드       |
| 39   | 슬로바키아 (SVK)                                           | Slovakia                              | 베로니카 벨레스주줄로바         | 알파인스키     |
| 40   | 슬로베니아 (SLO)                                           | Slovenia                              | 베스나 파뱐                     | 크로스컨트리   |
| 41   | 싱가포르 (SIN)                                             | Singapore                             | 샤이엔 고                       | 쇼트트랙       |
| 42   | 아르메니아 (ARM)                                           | Armenia                               | 미카옐 미카옐랸                 | 크로스컨트리   |
| 43   | 아르헨티나 (ARG)                                           | Argentina                             | 세바스티아노 가스탈디           | 알파인스키     |
| 44   | 아이슬란드 (ISL)                                           | Iceland                               | 프레이디스할라 에이나르스도티르 | 알파인스키     |
| 45   | 아일랜드 (IRL)                                             | Ireland                               | 시머스 오코너                   | 스노보드       |
| 46   | 아제르바이잔 (AZE)                                         | Azerbaijan                            | 파트리크 브라흐너               | 알파인스키     |
| 47   | 안도라 (AND)                                               | Andorra                               | 이리네우 에스테베 알티미라스    | 크로스컨트리   |
| 48   | 알바니아 (ALB)                                             | Albania                               | 수엘라 머힐리                   | 알파인스키     |
| 49   | 에리트레아 (ERI)                                           | Eritrea                               | 섀넌오그바니 아베다             | 알파인스키     |
| 50   | 에스토니아 (EST)                                           | Estonia                               | 사스키아 알루살루               | 스피드스케이팅 |
| 51   | 에콰도르 (ECU)                                             | Ecuador                               | 클라우스 융블루트               | 크로스컨트리   |
| 52   | 영국 (GBR)                                                 | Great Britain                         | 리지 야널드                     | 스켈레톤       |
| 53   | 오스트레일리아 (AUS)                                       | Australia                             | 스코티 제임스                   | 스노보드       |
| 54   | 오스트리아 (AUT)                                           | Austria                               | 아나 가서                       | 알파인스키     |
| 55   | 러시아 출신 올림픽 선수 (러시아 출신) (OAR)                | Olympic Athletes from Russia          | 자원 봉사자                     | 없음           |
| 56   | 우즈베키스탄 (UZB)                                         | Uzbekistan                            | 코밀존 투흐타예프               | 알파인스키     |
| 57   | 우크라이나 (UKR)                                           | Ukraine                               | 올레나 피드흐루시나             | 바이애슬론     |
| 58   | 이란 (IRI)                                                 | Islamic Republic of Iran              | 사마네 베이라미 바헤르          | 크로스컨트리   |
| 59   | 이탈리아 (ITA)                                             | Italy                                 | 아리안나 폰타나                 | 쇼트트랙       |
| 60   | 이스라엘 (ISR)                                             | Israel                                | 알렉세이 비첸코                 | 피겨스케이팅   |
| 61   | 인도 (IND)                                                 | India                                 | 시바 케샤반                     | 루지           |
| 62   | 일본 (JPN)                                                 | Japan                                 | 가사이 노리아키                 | 스키점프       |
| 63   | 자메이카 (JAM)                                             | Jamaica                               | 재즈민 펜레이터빅토리언         | 봅슬레이       |
| 64   | 조지아 (GEO)                                               | Georgia                               | 모리스 크비텔라슈빌리           | 피겨스케이팅   |
| 65   | 중국 (중화인민공화국) (CHN)                                | People's Republic of China            | 저우양                          | 쇼트트랙       |
| 66   | 체코 (CZE)                                                 | Czech Republic                        | 에바 삼코바                     | 스노보드       |
| 67   | 칠레 (CHI)                                                 | Chile                                 | 엔리크 폰 아펜                  | 알파인스키     |
| 68   | 카자흐스탄 (KAZ)                                           | Kazakhstan                            | 아브잘 아즈갈리예프             | 쇼트트랙       |
| 69   | 캐나다 (CAN)                                               | Canada                                | 테사 버추, 스콧 무어            | 피겨스케이팅   |
| 70   | 케냐 (KEN)                                                 | Kenya                                 | 사브리나 시마더                 | 알파인스키     |
| 71   | 코소보 (KOS)                                               | Kosovo                                | 알빈 타히리                     | 알파인스키     |
| 72   | 콜롬비아 (COL)                                             | Colombia                              | 페드로 카우실                   | 스피드스케이팅 |
| 73   | 크로아티아 (CRO)                                           | Croatia                               | 나트코 즈른치치딤               | 알파인스키     |
| 74   | 키르기스스탄 (KGZ)                                         | Kyrgyzstan                            | 타리옐 자르킴바예프             | 크로스컨트리   |
| 75   | 키프로스 (CYP)                                             | Cyprus                                | 디노스 레프카리티스             | 알파인스키     |
| 76   | 차이니스 타이베이 (중화 타이베이) (TPE)                    | Chinese Taipei                        | 롄더안                          | 루지           |
| 77   | 태국 (THA)                                                 | Thailand                              | 마르크 찬르앙                   | 크로스컨트리   |
| 78   | 터키 (튀르키예) (TUR)                                      | Turkey                                | 파티흐 아르다 이프지올루        | 스키점프       |
| 79   | 토고 (TOG)                                                 | Togo                                  | 마틸드아미비 프티장             | 크로스컨트리   |
| 80   | 통가 (TGA)                                                 | Tonga                                 | 피타 타우파토푸아               | 크로스컨트리   |
| 81   | 파키스탄 (PAK)                                             | Pakistan                              | 무함마드 카림                   | 알파인스키     |
| 82   | 포르투갈 (POR)                                             | Portugal                              | 케쿠옝 랑                       | 크로스컨트리   |
| 83   | 폴란드 (POL)                                               | Poland                                | 즈비그니에프 브루트카           | 스피드스케이팅 |
| 84   | 푸에르토리코 (PUR)                                         | Puerto Rico                           | 찰스 플래허티                   | 알파인스키     |
| 85   | 프랑스 (FRA)                                               | France                                | 마르탱 푸르카드                 | 바이애슬론     |
| 86   | 구유고슬라비아 마케도니아 공화국 (마케도니아 공화국) (MKD) | Former Yugoslav Republic of Macedonia | 스타브레 야다                   | 크로스컨트리   |
| 87   | 핀란드 (FIN)                                               | Finland                               | 얀네 아호넨                     | 스키점프       |
| 88   | 필리핀 (PHI)                                               | Philippines                           | 아사 밀러                       | 알파인스키     |
| 89   | 헝가리 (HUN)                                               | Hungary                               | 너지 콘라드                     | 스피드스케이팅 |
| 90   | 홍콩 차이나 (홍콩) (HKG)                                   | Hong Kong, China                      | 아라벨라 응                     | 알파인스키     |
| 91   | 코리아 (COR)                                               | Korea                                 | 원윤종 (대한민국)               | 봅슬레이       |
| 91   | 코리아 (COR)                                               | Korea                                 | 황충금 (조선민주주의인민공화국) | 아이스하키     |

## 같이 보기
- 1988년 하계 올림픽 나라별 기수